# Chapelle Sainte-Anne de Courcelles
La chapelle Sainte-Anne est une chapelle catholique située à Montliot-et-Courcelles en Côte-d'Or dont la construction remonte essentiellement au XVIIIe siècle.

## Localisation
La chapelle Sainte-Anne est située au centre du village de Courcelles.

## Historique
Si son origine pourrait remonter au chancelier Rolin qui fait construire vers 1458 à Courcelles une maison forte disparue avec la Révolution, la chapelle Sainte-Anne est profondément remaniée au XVIIIe. À la fin du XIXe siècle, les voûtes de la nef et de la croisée du transept sont remplacées par un plafond.

## Architecture et description
Construite en moellons calcaires, la chapelle à nef unique est en forme de croix latine. La nef romane est plafonnée, le chœur vouté en ogive. Le toit à longs pans est couvert de tuiles plates et d’ardoises. Le clocher à flèche polygonale est situé au-dessus du transept.

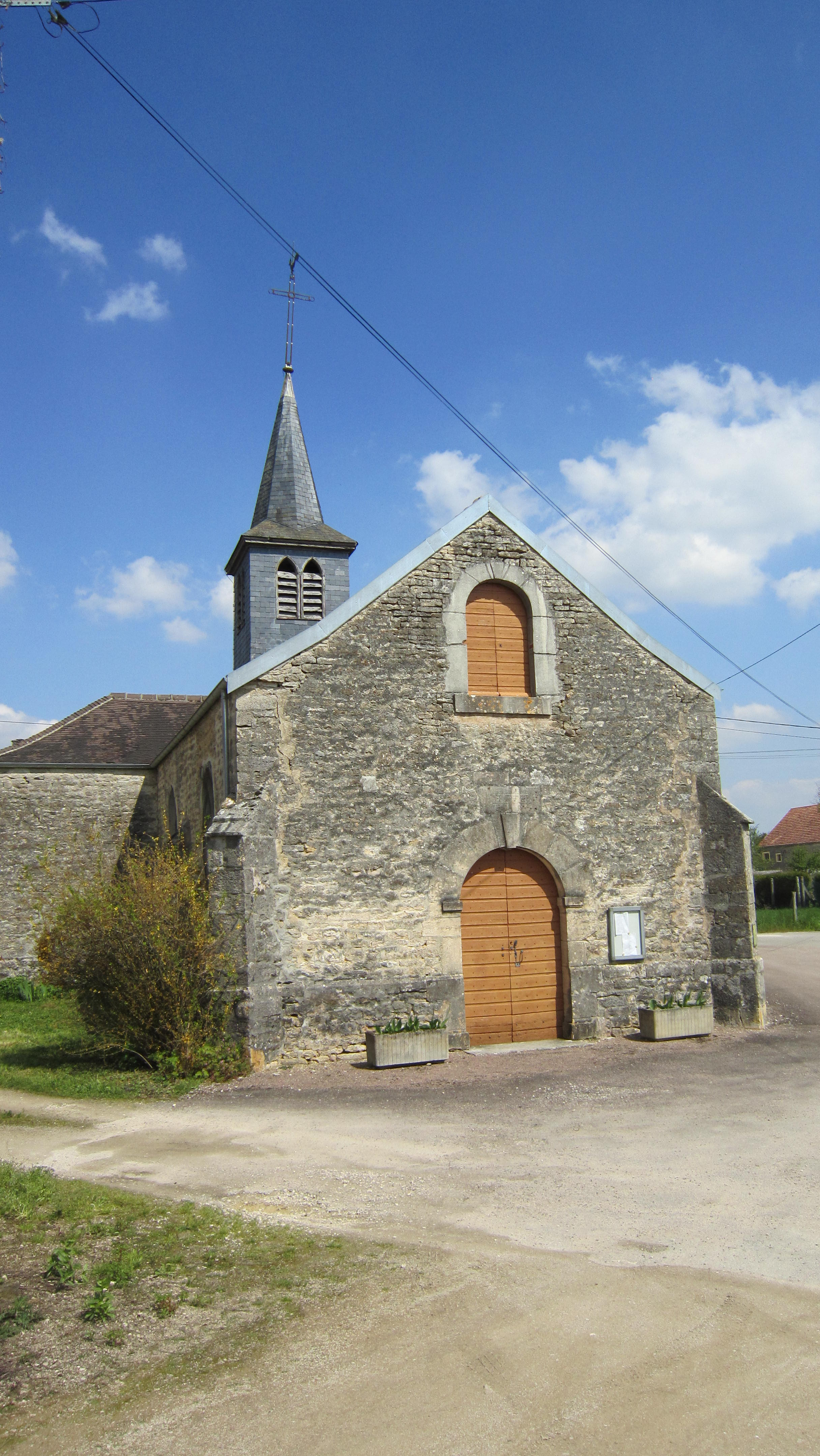
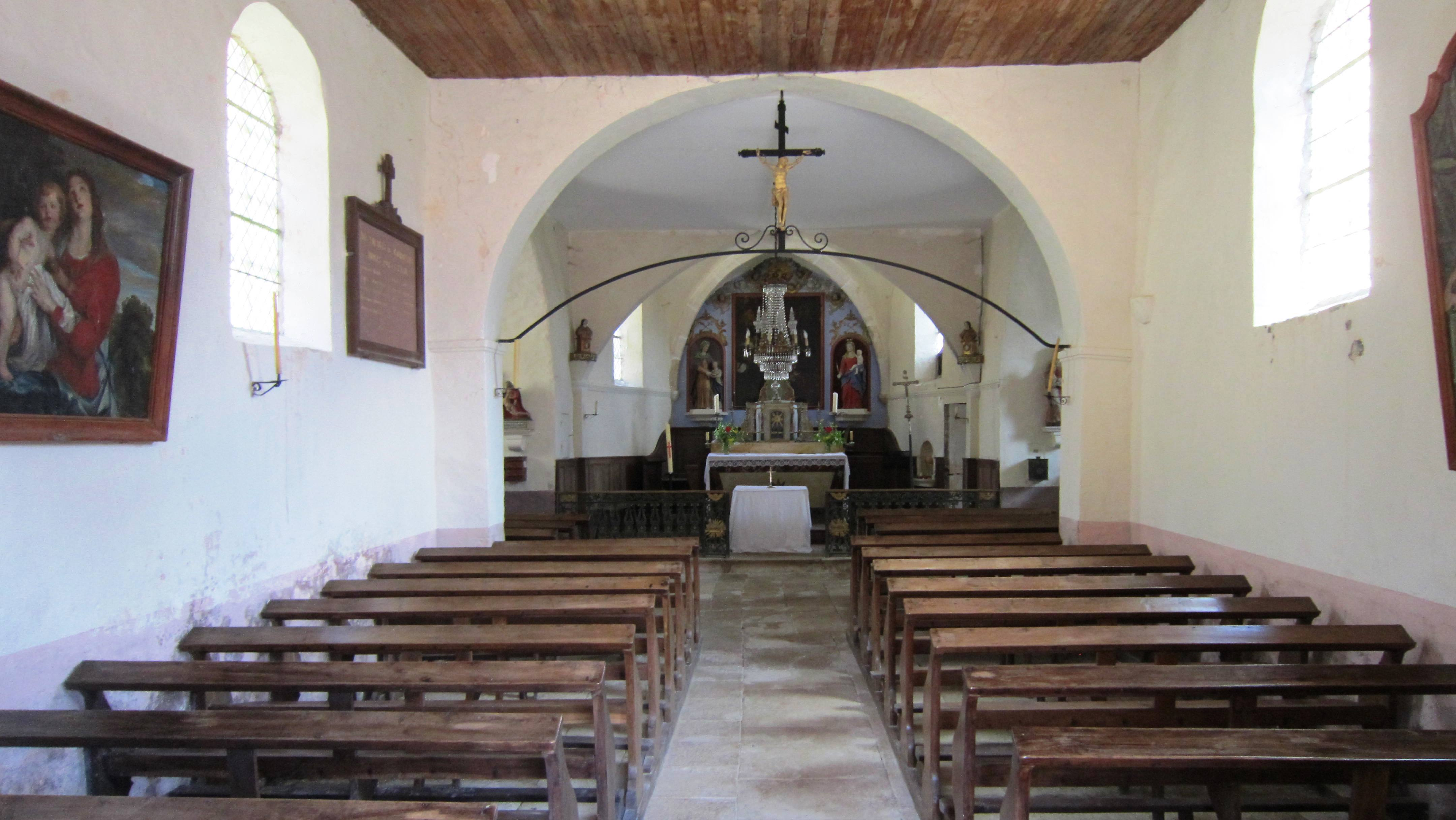
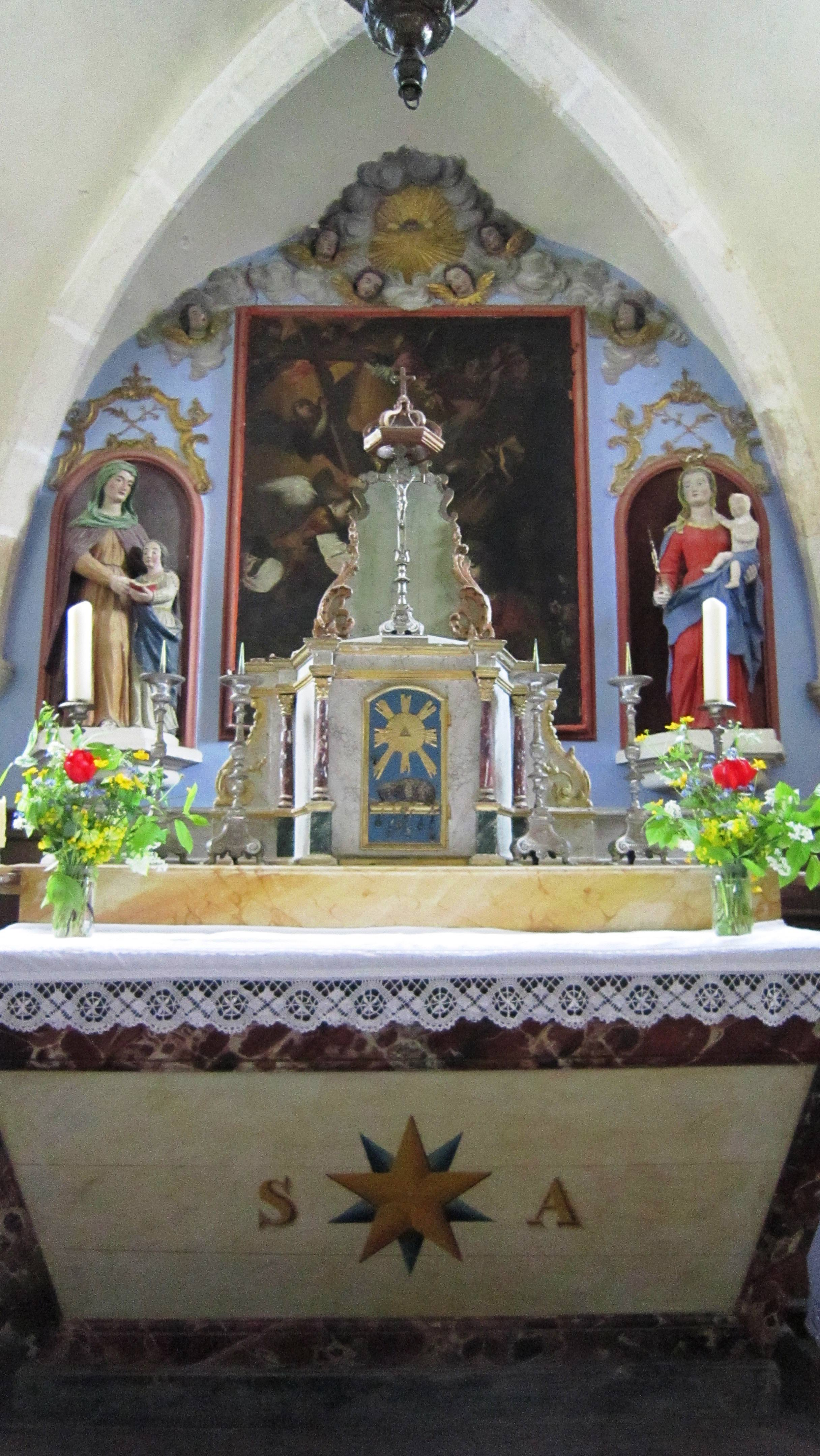

## Mobilier
La chapelle renferme un retable et de nombreuses œuvres d'art : 
- plusieurs peintures dont une œuvre du début du XVIIe représentant La croix présentée par les anges à l'enfant Jésus  Classé MH (1971) [3],
- plusieurs statues du XVIIe : petite Pietà en pierre polychrome, sainte Anne et Vierge à l'Enfant inscrites à l'inventaire du patrimoine culturel.

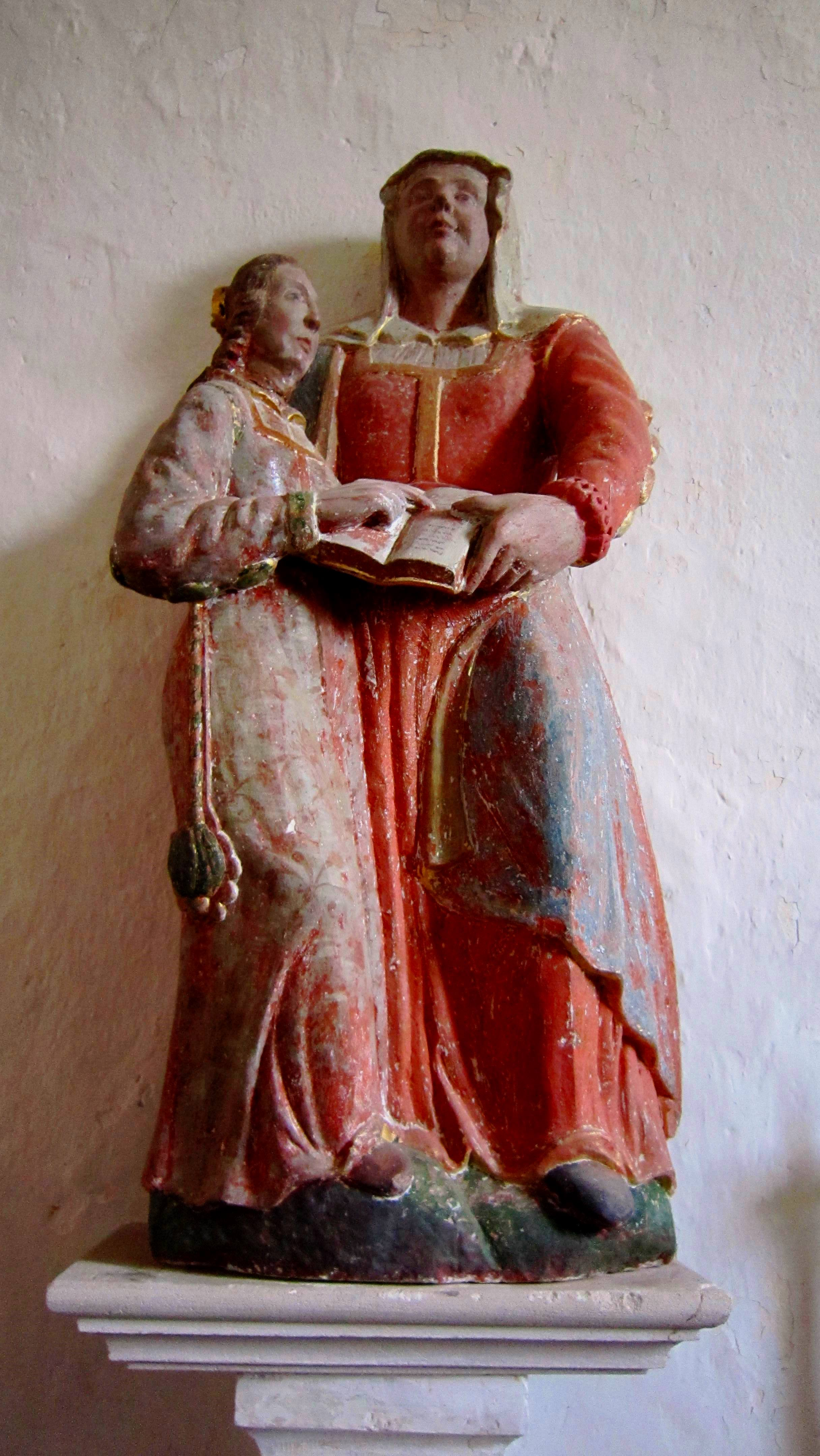
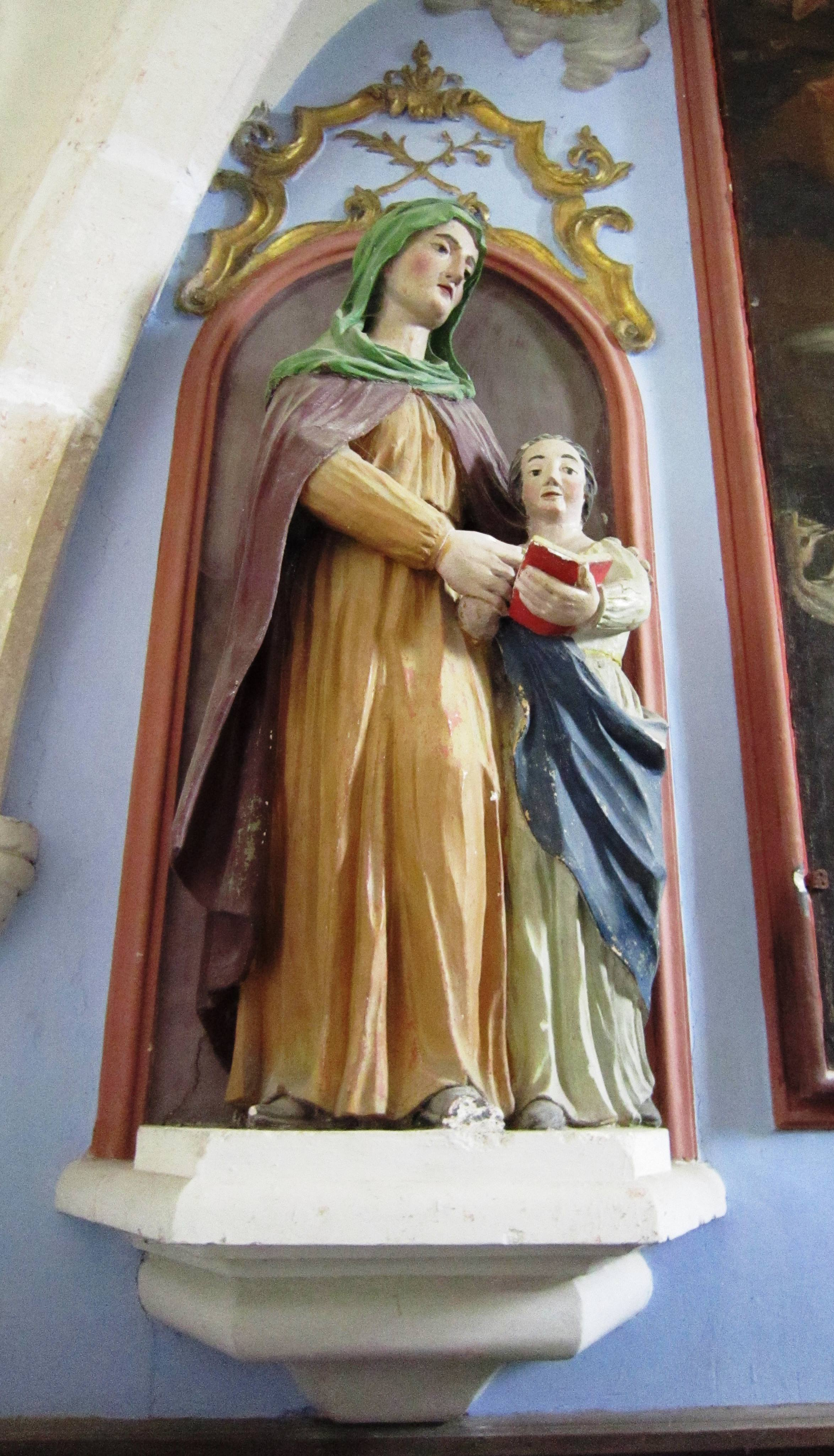
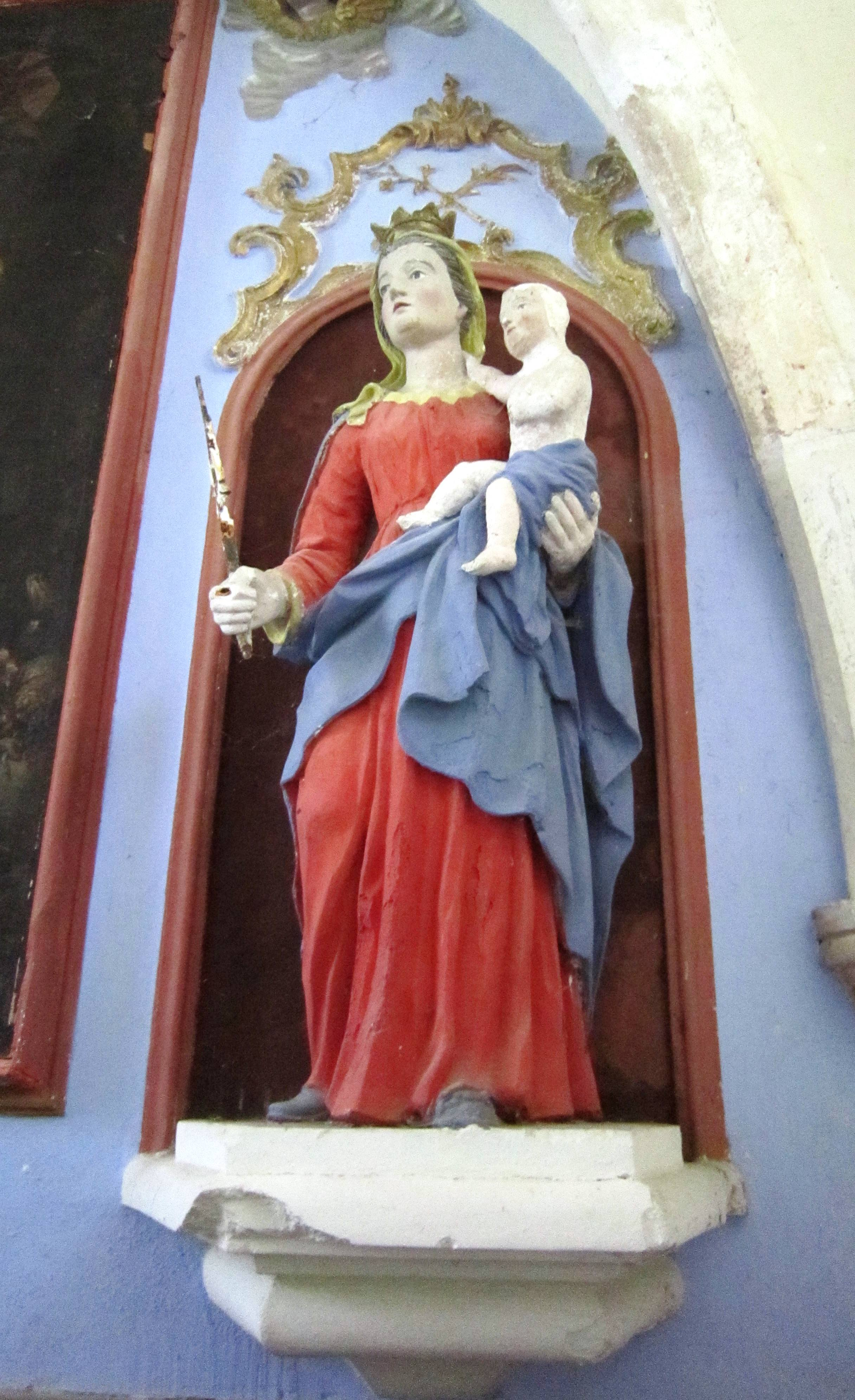